# Маніса (провінція)
Мані́са (тур. Manisa) — провінція в Туреччині, розташована в Егейському регіоні. Столиця — Маніса.
| Туреччина | Це незавершена стаття з географії Туреччини. Ви можете допомогти проєкту, виправивши або дописавши її. |